# Plina Jezero
Plina Jezero is een plaats in de gemeente Ploče in de Kroatische provincie Dubrovnik-Neretva. De plaats telt 35 inwoners (2001).